# حشره‌خوار خرطومی پشت‌طلایی
حشره‌خوار خرطومی پشت‌طلایی (نام علمی: Rhynchocyon chrysopygus) نام یک گونه از سرده حشره‌خوارهای خرطومی است. این گونه در قسمت‌هایی از شمال سواحل در پارک ملی مومباسا در کنیا یافت می‌شود. این گونه بیشتر طمعه جانورانی چون، مامبای سیاه و کبراها می‌شود.